# 中国消防救援学院
中国消防救援学院是一所专门消防救援学院，是中华人民共和国应急管理部直属院校，由中国人民武装警察部队警种学院更名组建。

## 沿革
中国人民武装警察部队森林部队指挥学校
- 2000年5月，武警内蒙古森林总队警察学校、武警吉林森林总队警察学校、武警黑龙江森林总队警察学校合并，并选调四个总队教员、干部，组建中国人民武装警察部队森林部队指挥学校，在黑龙江省校址举办大专教育[1][2]。
- 2000年，创建中国人民武装警察部队指挥学院森林部队分院，与武警森林指挥学校合署办公。
- 2001年12月，批准迁址北京市，至2003年迁址完毕[3]。

中国人民武装警察部队黄金技术学校
- 1980年12月，创建中国人民解放军基本建设工程兵第五技术学校，位于湖北省襄樊市。
- 1985年7月，更名中国人民武装警察部队黄金技术学校。

中国人民武装警察部队水电技术学校
- 1986年9月，更名中国人民武装警察部队水电技术学校。
- 1999年，转隶中国人民武装警察部队总部。

中国人民武装警察部队警种学院
- 2006年，武警森林部队指挥学校（含武警指挥学院森林部队分院）、武警黄金技术学校、武警水电技术学校合并升格中国人民武装警察部队警种指挥学院，由副师级升为正师级，隶属武警森林指挥部，为武警黄金、森林、水电、交通等所有专业警种部队进行干部训练、士官培养。
- 2011年，更名中国人民武装警察部队警种学院，主要担负武警黄金、森林、水电、交通部队指挥干部任职培训等任务。
- 2018年9月29日，根据中央军委命令，撤销武警森林指挥部和下属单位及武警警种学院番号。武警森林部队转为非现役专业队伍，现役编制转为行政编制，划归应急管理部，承担森林灭火等应急救援任务，发挥国家应急救援专业队作用。

中国消防救援学院
- 2018年12月29日，中国消防救援学院挂牌成立，是应急管理部直属院校，由中国人民武装警察部队警种学院更名组建。学院已设置消防指挥、消防工程、飞行器控制与信息工程、思想政治教育等4个本科专业。

### 引用
1. ↑  宋丽. . 中国林业. 2001, (07).
2. ↑  张艳芳.  (学位论文). 2009.
3. ↑  . 湖南林业信息网.   [2019-09-13]. （原始内容存档于2016-03-04）.